# العلاقات الإسرائيلية الجزائرية
العلاقات الإسرائيليّة الجزائريّة تخلو مِن كّل علاقات ثنائية بين الجُمهُورِيَّة الجَزائِرِيَّة الدِّيمُقرَاطِيَّة الشَّعبِيَّة وَإسرائيل. تشكّل الجزائر جزءًا من مقاطعة الجامعة العربيّة لإسرائيل كما أنها لم تعتَرف وَلا تعترف بها مطلقًا رسميًا. وترفض الجزائر دخول أراضيها أيّ شخص يحمل جواز سفر إسرائيلي أو أي جواز سفر آخر لديه تأشيرة دخول من إسرائيل.

## تاريخ

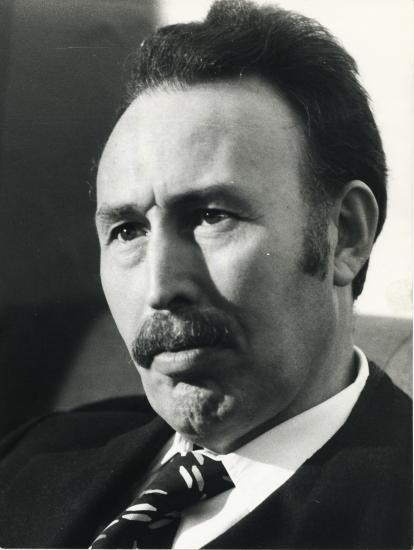
الرئيس الجزائري هواري بومدين

كان الجزائريون جنْبًا لجَنب العديد مِن الدُّول العربيَّة في حالة حرب مع إسرائيل منذ عام 1948، حيث انخرطت مجموعة منهم في جيش المتطوعين العرب للمشاركة في الحرب العربية الإسرائيلية 1948 واستشهد خلالها بعضهم منهم حرشاوي عبد القادر من
مدينة الأصنام (الشلف حاليًا) وَبلقاسم عبد القادر مِن مدينة الجزائر وَعبد القادر الملياني وَمصطفى مِن مدينة معسكر.
تبقى الجزائر دولة بعيدة عن إقامة التطبيع مع إسرائيل. يعود ذلك أساسًا إلى خلفية الجزائر، التي كان نضالها ضد الاستعمار جزءًا من نفس النضال الذي كان الفلسطينيون في الستينيات والسبعينيات من القرن الماضي إلى حد الآن.
في عام 1962، وصل خليل الوزير، وياسر عرفات وفاروق القدومي إلى الجزائر بعد دعوة الرئيس أحمد بن بلة لهم. وفي عام 1965، اُفتتح مكتب منظمة التحرير الفلسطينية الأول في الجزائر وتولى مسؤوليته خليل الوزير، حيث عزز العلاقات الفلسطينية الجزائرية واستطاع ابتعاث الآلاف من الطلبة الفلسطينيين للدراسة في جامعات الجزائر وتدريبهم في الكلية الحربية الجزائرية.
بعد أن حصلت الجزائر على استقلالها في عام 1962، أصدرت قانون الجنسيّة في عام 1963، وحرمت الجنسيّة لغير المسلمين. نتيجة للقانون وكذلك الخطاب المعادي للفرنسيين واليهود، ذهب 95٪ من السّكان الجزائريّين اليهود الأصليّين البالغ عددهم 140,000 نسمة إلى المنْفى. غَادر الجزائر حوالي 130,000 يهودي، مُعظمهم ذهبوا إلى فرنسا والبعض الآخر إلى إسرائيل.
خلال حرب الأيّام الستة عام 1967، أرسلت الجزائر كتيبة من المشاة وسرب من طراز ميج 21 إلى مصر، وخسرت ثلاث طائرات ميج 21 لصالح إسرائيل.
في 23 يوليو 1968، اختطفت الجبهة الشعبية لتحرير فلسطين طائرة إسرائيلية متوجهه إلى إيطاليا ووجهتها إلى الجزائر حيث هبطت في مطار هواري بومدين الدولي. أطلقت السُلطات الجزائرية سراح الركاب غير الإسرائيليين والركاب النساء والأطفال، فيما أبقت على 12 إسرائيليًا، تفاوضت عليهم لاحقًا مع الحكومة الإسرائيلية عبر وسطاء وأطلقت سراحهم بعد 40 يومًا مقابل 37 أسيرًا فلسطينيًا في سجون الكيان الصهيوني من أصحاب المحكوميات العالية ومن الذين اعتقلوا قبل حرب 1967.
في 14 أغسطس 1970، اختطفت إسرائيل طائرة بريطانية، واعتقلت الأمين العام لرئاسة مجلس الثورة الجزائري محمد بودة.
أرسل الجزائر في حرب 1973 إلى الجبهة المصرية، سرب ميج 21، سرب سوخوي 7، سرب ميج 17، حيث وصلت وصلت أيام 9 و10 و11 أكتوبر 1973، ولواء مدرع مكون من 150 دبابة وصل يوم 17 أكتوبر 1973. بعد الحرب، وخلال الأيام الأولى من نوفمبر 1973، أودعت الجزائر حوالي 200 مليون دولار أمريكي لدى الاتحاد السوفيتي لتمويل مشتريات الأسلحة لمصر وسوريا.
اعتقلت إسرائيل في فبراير 1988 أربع جزائريين كانوا ضمن قوى الثورة الفلسطينية.
في 15 نوفمبر 1988، اجتمع المجلس الوطني الفلسطيني في الجزائر، وأعلن استقلال دولة فلسطين منها، وكانت الجزائر أول دولة تعترف بها. وتُقيم علاقات دبلوماسية معها. كما أنها لا زالت لا تعترف بإسرائيل.
في منتصف التسعينيّات، وبينما بدأت إسرائيل ودُول شمال إفريقيا ببطء العلاقات الدبلوماسيّة، ظلّت الجزائر واحدة من آخر الدّول التي تفكّر في مثل هذه الخُطوة. فقط عندما التقى رئيس الوزراء الإسرائيليّ إيهود باراك بالرّئيس الجزائري عبد العزيز بوتفليقة في جنازة العاهل المغربي الملك الحسن الثاني في 25 تمّوز (يوليو) 1999، جَاءت تعليقات حول التّقارب.
في 25 يونيو 2000، زار وفد جزائري من ثمان صحفيين إسرائيل بدعوةٍ من الجمعية الإسرائيلية لتطوير العلاقات بين دول البحر الأبيض المتوسط، ووزارة الخارجية. وصفت الرئاسة الجزائرية الزيارة بـ«الخيانة، التي تمّت بمخالفة القواعد والأصول»، ووصفت الصحافيين بــ «الخونة».
توافق الجزائر على بنود المبادرة العربية للسلام التي أُطلقت عام 2002، والتي تتضمن تطبيع العلاقات كافة مع إسرائيل مقابل الانسحاب الإسرائيلي من الأراضي الفلسطينية المحتلة عام 1967.
استشهد خلال الحرب الإسرائيلية على قطاع غزة عام 2014 فلسطينيان اثنان من أصول جزائرية.
في يناير 2012 ، شاركت كل من الجزائر وإسرائيل كجزء من الحوار المتوسطي في اجتماعات اللجنة العسكرية 166 مع أعضاء الناتو في بروكسل.
في 20 سبتمبر 2020، قالَ الرئيس الجزائري عبد المجيد تبون «إن مواقف الجزائر ثابتة إزاء القضية الفلسطينية» مضيفا إنها «قضية مقدسة بالنسبة إلينا وإلى الشعب الجزائري برمته»  و نعت التطبيع بأنه «الهرولة للتطبيع والتي لن نشارك فيها ولن نباركها». وعبرت قوى سياسية ومواطنون جزائريون عن رفضهم الاتفاق الإماراتي الإسرائيلي، واعتبروها «خيانة وطعنة في ظهر الجسد العربي.»
في 30 سبتمبر 2021، رصدت القوات البحرية الجزائرية غواصة الكيان الصهيوني من طراز دولفين على حافة المياه الدولية الجزائرية، كانت تقوم بمهمة استخباراتية لجمع معلومات حول قدرات غواصات "كيلو 636" الجزائرية خلال مناورة للبحرية الجزائرية. وعند اكتشاف غواصة الكيان الصهيوني، تم اتخاذ القرار بملاحقتها بقوة دون استخدام السونار لتجنب الكشف المضاد. تم إطلاق مروحيتين من طراز "لينكس" المضادتين للغواصات، من سفينة الإنزال والدعم اللوجستي قلعة بني عباس التي كانت جزءاً من التدريب كسفينة قيادة. وواصلت المروحيتان المطاردة، إلى أن لاحقت غواصتان جزائريتان من طراز كيلو الغواصة الصهيونية وَحاصرتاها وأجبرتاها بالصعود إلى السطح في المياه الدولية وَمغادرة المنطقة. غيرَ أنَ وزارة الدفاع الجزائرية، كَذَّبَت وَنَفَت قطعًا هذا الحادِث.
في عام 2023، صوتَت كلٌّ من إسرائيل وَالمغرب وَأوكرانيا وَالإمارات وَجيبوتي وَليبيريا، ضِدّ الجزائر لشغر مقعد غير دائم في مجلس الأمن التابع للأمم المتحدة للفترة 2024-2025.ولكن على الرغم من ذلك، انتُخِبَتْ الجزائر لهذا المنصب.

### مشاركة الجزائر في مجلس الأمن ودعوة لوقف إطلاق النار
في 2024، تمثلت علاقات الجزائر وإسرائيل بتوتر شديد، خاصة في سياق الصراع المستمر في غزة والدور النشط للجزائر في مجلس الأمن التابع للأمم المتحدة. ردًا على تصاعد العنف في غزة، اقترحت الجزائر مشروع قرار في مجلس الأمن يدعو إلى وقف إطلاق النار الفوري وزيادة المساعدات الإنسانية للأراضي الفلسطينية. ومع ذلك، قامت الولايات المتحدة باستخدام حق النقض (الفيتو) ضد هذا القرار، مما أدى إلى إحباط واسع بين الممثلين الجزائريين وَالدول الأخرى الداعمة لمبادرة وقف إطلاق النار. وقد منع الفيتو المجلس من إصدار قرار موحد، وهو ما اعتبرته الجزائر وحلفاؤها فشلًا للمجتمع الدولي في حماية المدنيين الفلسطينيين.
أدان المندوب الجزائري لدى الأمم المتحدة، عَمَّار بن جَامْع، عدم اتخاذ أي إجراء من قبل المجلس، لأن "مجلس الأمن لم يتمكن مرة أخرى من الاستجابة لتطلعات الشعوب وَنداءاتها. هذا الفشل لا يعفي المجلس من مسؤولياته، ولا يخفف من واجبات المجتمع الدولي تجاه الشعب الفلسطيني الأعزل". أضافَ بن جامع «اسألوا أنفسكم وضمائركم عن نتيجة قرارتكم وكيف سيحكم التاريخ عليكم» وَأعرب عن التزام الجزائر بمواصلة الدفاع عن حقوق الفلسطينيين قائلًا «قبل أن أختم أقول للجميع إننا سندفن شهداءنا هذا المساء برفح، بغزة، بكل فلسطين، وَأنّ الجزائر ستعود غدا باسم الأمة العربية والإسلامية وأحرار العالم ومعنا أرواح الآلاف من الأبرياء التي أزهقها المحتل الإسرائيلي من دون حساب ولا عقاب، ستعود الجزائر لتدقّ أبواب مجلس الأمن مرة أخرى، وتطالب بوقف حمام الدم في فلسطين. ولن نتوقف حتى يتحمل هذا المجلس كامل مسؤولياته، ويفرض وقف إطلاق النار فوريًا فإن لنا نفوسا لا تمل وعزيمة لا تكل»، بغض النظر عن معارضة أعضاء آخرين في المجلس. وَيتماشى موقف الجزائر مع الدول الأخرى التي تدعو إلى إنهاء الصراع وَالسعي لحل سلمي.